# Pseudoxenyllodes macrocanthus
Pseudoxenyllodes macrocanthus is een springstaartensoort uit de familie van de Odontellidae. De wetenschappelijke naam van de soort is voor het eerst geldig gepubliceerd in 1988 door Kuznetsova & Potapov.